# Josep Ricart i Matas
Josep Ricart i Matas (Barcelona, 27 de octubre de 1893 - Barcelona, 24 de agosto de 1978) fue un violonchelista y musicólogo español.

## Biografía

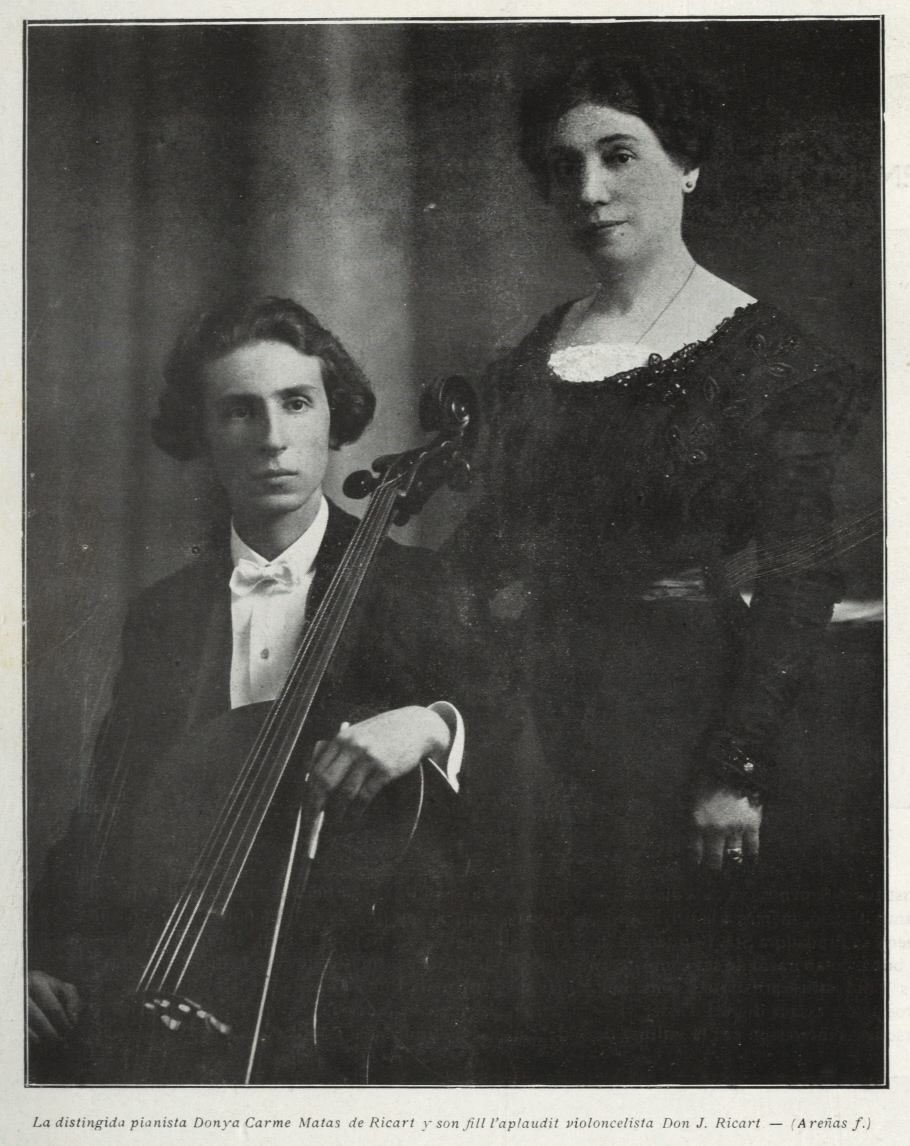
Josep Ricart y su madre Carme Matas hacia 1912

Natural de Barcelona, se inició en el estudio musical con su madre, la pianista Carmen Matas Aurigemma. Estos se vieron ampliados cuando entró en la Escuela Municipal de Música de Barcelona y en una estancia en París. Actuó en diferentes ciudades europeas, a veces acompañado por su madre. Residió entre 1920 y 1933 en Londres. En 1945 fundó y dirigió el Museo de la Música de Barcelona. Fue nombrado profesor de violonchelo del Conservatorio Municipal de Música de Barcelona. 
Además de su faceta de músico y profesor, también realizó algunas publicaciones, como Refranero internacional de la música y de la danza (1950), el Diccionario biográfico de la música (1956), el ensayo Los instrumentos musicales en la iconografía hispánica de la Edad Media, y tradujo el Dictionnaire de la Musique, de Michel Brenet, al castellano (1946).
Fue miembro numerario, desde 1966, de la Real Academia Catalana de Bellas Artes de Sant Jordi, y la hizo heredera de sus bienes. Falleció en su ciudad natal en agosto de 1978.